# Nikkel(II)chloride
Nikkel(II)chloride is het nikkelzout van waterstofchloride, met als brutoformule NiCl2. De watervrije stof komt voor als een geel hygroscopisch kristallijn poeder, dat zeer goed oplosbaar is in water. Het hexahydraat, de meest voorkomende vorm, is groen gekleurd. Het wordt in de natuur aangetroffen onder de vorm van het zeldzame mineraal nikkelbischofiet.

## Synthese
Nikkel(II)chloride wordt zelden in het laboratorium bereid, omdat de massaproductie veel goedkoper is. Deze massaproductie bestaat uit een extractie met zoutzuur op een nikkelsubstraat.
Het hexahydraat kan worden omgezet in het watervrije product door het te verwarmen in thionylchloride of te verhitten onder een stroom van HCl-gas:
{\displaystyle \mathrm {NiCl_{2}\cdot 6\ H_{2}O\ +\ 6\ SOCl_{2}\ \longrightarrow \ NiCl_{2}\ +\ 6\ SO_{2}\ +\ 12\ HCl} }
Het zuiver verhitten van het hexahydraat heeft geen effect. De dehydratiereactie gaat gepaard met een kleurverandering van groen naar geel.

## Structuur en eigenschappen
Nikkel(II)chloride kristalliseert, zoals cadmium(II)chloride, uit in een monoklien kristalstelsel. Ieder nikkelatoom wordt omringd door 6 chlooratomen en ieder chlooratoom door 3 nikkelatomen. De binding tussen nikkel en chloor is overwegend ionair van karakter, door het grote elektronegativiteitsverschil tussen de twee elementen. De twee hogere nikkel(II)halogeniden, nikkel(II)bromide en nikkel(II)jodide, nemen een vergelijkbare structuur aan, doch met een verschillende rangschikking van de halogeniden.
Het hexahydraat neemt een andere structuur aan. Het bestaat uit trans-[NiCl2(H2O)4]-complexen die via een zwakke binding zijn verbonden met 2 watermoleculen. Het is dus niet zo, zoals bij nikkel(II)sulfaat, dat de 6 watermoleculen rechtstreeks via een coördinatief covalente binding zijn verbonden met het nikkelion. Slechts 4 van de 6 watermoleculen zijn rechtstreeks gebonden op nikkel.
Door aanwezigheid van een vrij elektronenpaar op nikkel is nikkel(II)chloride paramagnetisch.
Een waterige oplossing van nikkel(II)chloride is zuur, met een pH van ongeveer 4. De oorzaak ligt in de hydrolyse rond het Ni2+-centrum.

## Coördinatiechemie
Nikkel(II)chloride hexahydraat wordt veelvuldig gebruikt in de coördinatiechemie om een verscheidenheid aan nikkel(II)complexen te bereiden. Dit is mogelijk omdat de aqua-liganden makkelijk te vervangen zijn door sterkere liganden, zoals ammoniak, amines, thio-ethers, thiolen en organische fosfines. De oorzaak hiervan ligt in het feit dat water eerder naar de zwakke liganden gerangschikt staat in de spectrochemische reeks en dat Ni2+ meestal zwakke complexen vormt, wegens de kleine lading en de kleine atoomstraal. In een aantal complexen blijven de chloride-liganden rond nikkel zitten, hoewel ze meestal vervangen worden door sterk basische liganden.

## Toepassingen in organische synthese
Naast enkele toepassingen in de coördinatiechemie, wordt nikkel(II)chloride ook gebruikt in de organische chemie. Zowel de watervrije vorm als het hexahydraat kennen een aantal toepassingen in de organische synthese:
- Als mild lewiszuur voor de regioselectieve isomerisatie van dienolen:

- In combinatie met chroom(II)chloride bij de koppeling van een aldehyde aan een vinyljodide, met vorming van een allyl-alcohol.
- Bij selectieve reducties met lithiumaluminiumhydride, voor bijvoorbeeld de omzetting van alkenen tot alkanen.